# مارك 12 (قنبلة نووية)

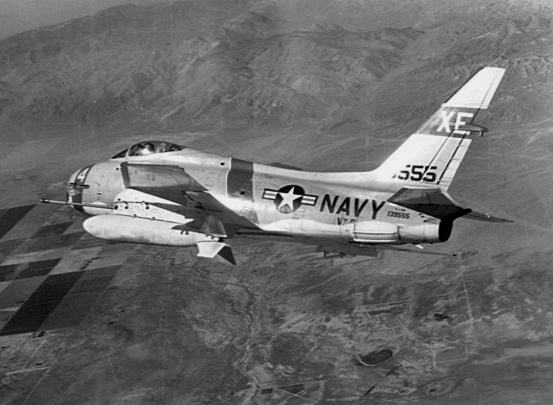
طائرة تحمل قنبلة مارك 12

القنبلة النووية مارك 12 هي قنبلة نووية خفيفة الوزن صممتها وصنعتها الولايات المتحدة منذ عام 1954 والتي شهدت الخدمة منذ ذلك الحين حتى عام 1962.
كان مارك 12 مميز لكونه أصغر بشكل كبير من حيث الحجم والوزن مقارنة بالأسلحة النووية السابقة. على سبيل المثال كان القطر الإجمالي 22 بوصة فقط (56 سم) مقارنة بـ «مارك 7» التي كانت ذات قطر 30 بوصة (76 سم) وكان حجم التجميع الداخلي فقط 40٪ من حجم مارك 7.
كان هناك مخطط لإنتاج رأس حربي لكن تم إلغاؤه قبل إدخاله في الخدمة.

## المواصفات
كانت القنبلة مارك 12 بقطر 22 بوصة (560 ملم) و155 بوصة (3.94 م) ووزنت 1100 إلى 1200 رطل (500 إلى 540 كجم). كان لها عائد من 12 إلى 14 كيلوطن من مادة تي إن تي.

## الميزات
تم التكهن بأن مارك 12 أول سلاح نووي يستخدم في استخدام البريليوم ويعتقد أنها استخدمت تجميع داخلي للانفجار وتفجير من 92 نقطة.

## الثقافة الشعبية
على الرغم من أن السلاح خرج من الخدمة في عام 1962 فقد عاد إلى الظهور في دور خيالي في كتاب توم كلانسي عام 1991 بعنوان «مجموع المخاوف» و فيلم عام 2002 حيث تضمنت المؤامرة نسخة إسرائيلية من مارك 12 التي فقدت بالصدفة في عام 1973 خلال حرب يوم الغفران في جنوب سوريا بالقرب من مرتفعات الجولان.